# Voo Regional Airlines 9288
Em 16 de março de 2005, o Voo Regional Airlines 9288 caiu na aproximação ao Aeroporto de Varandey, em Nenétsia, na Rússia, matando 28 das 52 pessoas a bordo.

## Aeronave
A aeronave era um bimotor Antonov An-24RV, número de série do fabricante 27308107. Ele voou pela primeira vez em 1972 e foi registrado como RA-46489. A Regional Airlines alugou a aeronave da Kuzbassaviafrakht (Kuzbass Aero Freight).

## Acidente
Em 16 de março de 2005, o Antonov An-24RV realizou um voo doméstico não regular do Aeroporto de Usinsk em Komi, para o aeroporto de Varandey em Nenétsia com sete tripulantes e 45 passageiros a bordo. Ao se aproximar do aeroporto de Varandey, a tripulação permitiu que a velocidade do An-24RV diminuísse e seu nariz subisse até estolar. Às 13:53, a aeronave atingiu uma colina, caiu a cerca de 5 quilômetros (3,1 milhas) do aeroporto e explodiu, matando 28 pessoas (dois tripulantes e 26 passageiros).
A investigação concluiu que os indicadores de velocidade e ângulo de ataque da aeronave não estavam funcionando corretamente, tornando difícil para a tripulação monitorar os parâmetros de voo com precisão.